# Hermbstaedtia glauca
Hermbstaedtia glauca là loài thực vật có hoa thuộc họ Dền. Loài này được Reichb. ex Steud. mô tả khoa học đầu tiên năm.